# Dumb Luck
Dumb Luck è un romanzo del vietnamita Vũ Trọng Phụng pubblicato nel 1936. Il romanzo è stato vietato dal Partito Comunista del Vietnam prima in Vietnam del Nord dal 1960 al 1975, poi in tutta la Repubblica Socialista del Vietnam unificata fino al 1986.
Una traduzione in inglese è stata pubblicata dalla University of Michigan Press nel 2002.